# Friedmann-Modell
Unter einem Friedmann-Modell oder Friedmann-Lemaître-Modell (benannt nach dem russischen Mathematiker und Meteorologen Alexander Friedmann und dem belgischen Astrophysiker Georges Lemaître) versteht man in der Kosmologie Lösungen der Friedmann-Gleichung, d. h. eine Lösung der Einsteinschen Feldgleichungen mit konstanter Krümmung, die um jeden Punkt räumlich isotrop ist.
Friedmann-Modelle unterscheiden sich durch den Parameter {\displaystyle k} aus der Robertson-Walker-Metrik
- {\displaystyle k=+1}: positive Krümmung
- {\displaystyle k=0}: keine Krümmung, flacher Raum
- {\displaystyle k=-1}: negative Krümmung

und den Wert der kosmologischen Konstante {\displaystyle \Lambda }.

## Sonderfälle der Friedmann-Modelle

### Einstein-Kosmos
Es handelt sich um ein
nicht expandierendes oder kontrahierendes, statisches (gegenüber kleinen Änderungen instabiles) Universum mit
{\displaystyle k=+1,\quad \Lambda =\Lambda _{c}\ ,}
wobei {\displaystyle \Lambda _{c}=4/(\kappa M)^{2}} ist.:158

### Lemaître-Universum
{\displaystyle k=+1,\quad \Lambda =\Lambda _{c}(1+\epsilon )\ ,}
wobei {\displaystyle \epsilon } ein sehr kleiner Parameter ist. Durch die Wahl eines geeigneten {\displaystyle \epsilon } ist die Zeitskala der Expansion des Universums so gedehnt, dass zwischen zwei expandierenden Zeitphasen ein fast statisches Universum besteht.:159

### De-Sitter-Modell
{\displaystyle \rho =0,\quad \Lambda >0}
Die drei verschiedenen Werte für {\displaystyle k} ergeben drei mögliche Modelle, die aber nur verschiedene Schnitte derselben Raumzeit sind.:164

### Einstein-de-Sitter-Modell
Das Einstein-de-Sitter-Universum ergibt sich mit
{\displaystyle k=0,\quad \Lambda =0\ .}
Für dieses flache, unendlich ausgedehnte Universum entwickelt sich der Parameter {\displaystyle R} der Robertson-Walker-Metrik gerade mit {\displaystyle R\sim t^{2/3}}.:160